# Santa Maria la Fossa
Santa Maria la Fossa è un comune italiano di 2 546 abitanti della provincia di Caserta in Campania. Il paese è il luogo d'origine della Mozzarella di bufala Campana DOP.

## Storia
Citato da Tito Livio con il nome di Fossa Graeca (Ab Urbe condita libri, XXVIII, 46), e oggi conosciuto con il nome di “Mazzoni”, il territorio ove sorge Santa Maria la Fossa era famoso nell'antichità per le coltivazioni di rose.
Chiamato originariamente “Fossa”, il centro abitato sorse attorno all'anno mille come casale della città di Capua e raggiunse il suo massimo sviluppo nel periodo longobardo.
Venne denominato Santa Maria Minore detta “fossa“ presumibilmente in seguito alla costruzione, nel 1084, di una chiesa romanico-longobarda dedicata alla Madonna.
Feudo di Riccardo Filangiero, passò per ordine di Carlo I d'Angiò a Guglielmo Stendardo essendo questo feudo, insieme a quelli di Pietrastornina, Quadrapane, Ponticchio, Arienzo, Arpaia, Pomigliano d'Arco, Sant'Antimo, Pipone e Frignano ritornati nelle disposizioni della corona a seguito della ribellione del Filangieri, che aveva seguito le sorti di Corradino di Svevia.
Nel 1525 l'Imperatore Carlo V concesse ai fossatari il privilegio di far pascolare liberamente il bestiame nella zona senza timore di violenza. Per questo motivo, probabilmente, non sono mai state rinvenute tracce di mura intorno all'abitato. Dal Settecento Santa Maria la Fossa fu unificata con i centri di Grazzanise e Brezza e nel 1805 contava appena 500 abitanti.

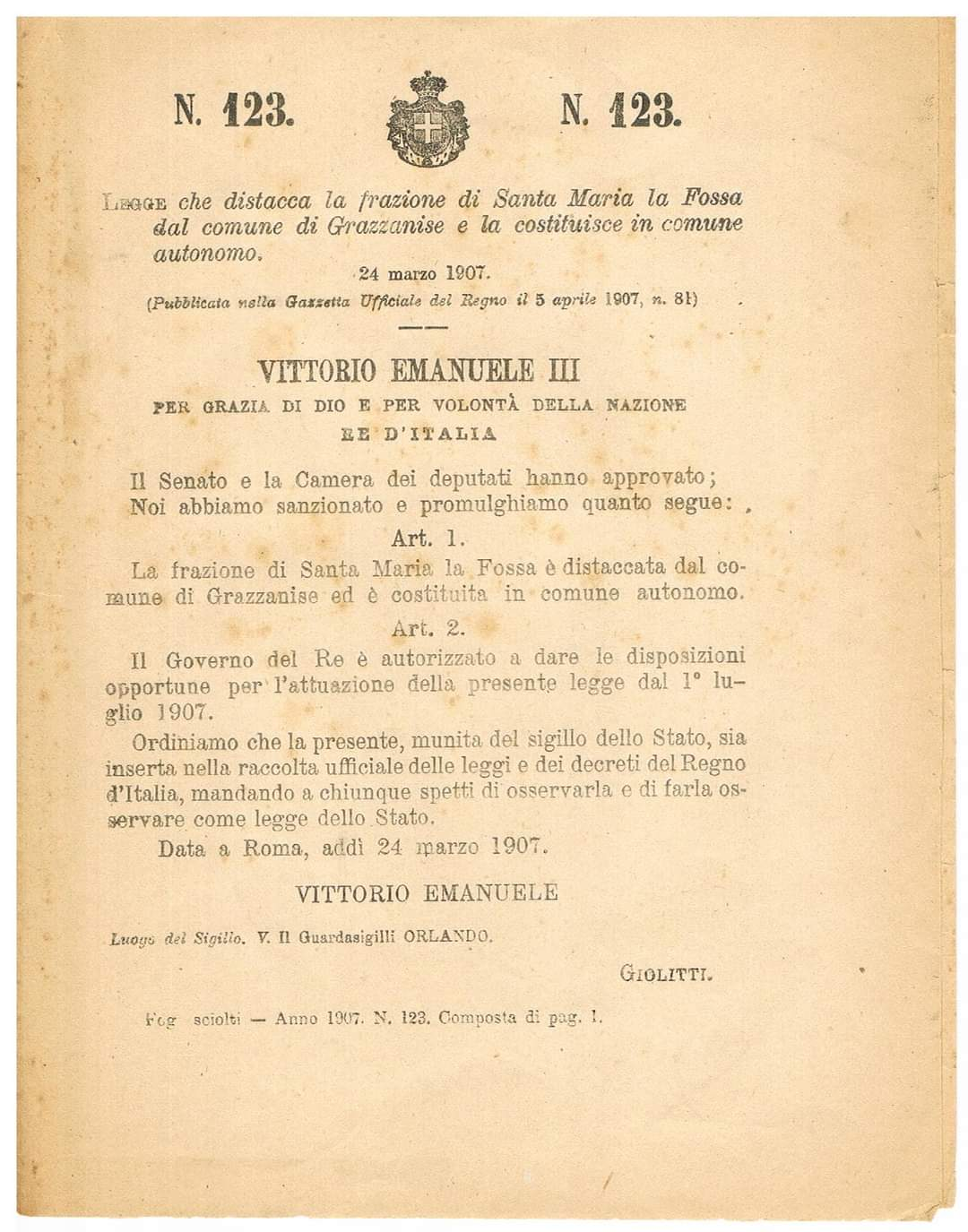
Testo della legge che scorporò Santa Maria la fossa da Grazzanise

Frazione del comune di Grazzanise fino al 1907, diventò da allora comune autonomo.
Il primo sindaco fu Antimo Abbate, il quale, ritenendo alcuni cittadini disonorevole il suffisso "la Fossa", fece votare al Consiglio comunale il cambio del nome in Santa Maria a Volturno. Il nome però non fu mai effettivamente cambiato.
Durante la seconda guerra mondiale la cittadina fu protagonista di sanguinosi scontri tra le forze tedesche e quelle americane. Nel 1943 il centro abitato fu minato e numerose case vennero incendiate. I bombardamenti aerei distrussero gran parte dell'abitato, l'aeroporto militare di Grazzanise e la polveriera di Carditello che dista solo quattro chilometri dal paese. Un violento combattimento aereo provocò poi l'abbattimento di due velivoli dell'aviazione tedesca (uno dei quali cadde nell'area prospiciente la masseria Palummara). Anche la chiesa dedicata alla Madonna Assunta fu parzialmente distrutta insieme al campanile, riedificato più tardi a distanza dalla struttura principale.
Il 1º giugno del 1944 Arturo Giusti fu nominato primo sindaco del dopoguerra dal Comitato di liberazione. Lo stesso Giusti fu poi rieletto nel 1946 dal Consiglio comunale.
In quello stesso anno ebbe inizio la ricostruzione dell'abitato e si stabilì in località Balzana l'azienda agro-zootecnica Cirio che, con 209 ettari di terreni coltivati principalmente a pomodori e barbabietole, contribuì alla ripresa economica e occupazionale della cittadina. Nei primi anni novanta si verificò il fallimento della Cirio e il passaggio di mano all'industriale Dante Passarelli, ritenuto dalla magistratura organico al clan camorristico dei Casalesi. Per questo motivo nel 2004 l'impresa fu messa sotto sequestro. Poi dissequestrata per la morte dell'imprenditore, passò nelle mani dei suoi eredi ed oggi è nuovamente sotto sequestro in quanto i magistrati ipotizzano sia stata a suo tempo acquisita con denaro di provenienza illecita. Si tratta di un complesso agricolo confiscato prima per i 2/3 in quota ideale nell’ambito del cosiddetto processo ‘Spartacus’ a Francesco Schiavone, Sandokan, e Francesco Bidognetti, Cicciott’ e Mezzanotte, ritenuti i capi del clan camorristico di Casal di Principe. La residua parte è stata confiscata definitivamente agli eredi di ‘Dante Passarelli’, fittizio intestatario del complesso agricolo attraverso la società IPAM srl, lo scorso mese di maggio 2017 ed assegnata definitivamente al comune di Santa Maria La Fossa nel mese di dicembre 2017. Questo complesso è costituito da circa 31 terreni agricoli per un totale di 200 ettari di estensione, 20 abitazioni coloniche e 14 edifici rurali (capannoni e stalle). “L'azienda nasce negli anni 30 e 40, acquistata dalla società Cirio, presidente Paolo Signorini. ‘La Balzana’ presentava la peculiarità di essere un'azienda con abitazione per i propri dipendenti. Le abitazioni circostanti l'azienda erano 20 mentre all'interno vi erano due abitazioni per il direttore ed il vicedirettore. Ogni abitazione era goduta gratuitamente dai dipendenti ed era composta da 5 vani ed un bagno, oltre ad avere il pollaio, un porcile, ed un forno per il pane. In quegli anni l'intera attività produttiva, dalla lavorazione dei campi alla cura e mungitura degli animali, era realizzata a mano. I prodotti dei campi erano trasportati in azienda con carri trainati da cavalli, la fecondazione degli animali veniva effettuata da veterinari dell’azienda che avevano in considerazione il miglioramento genetico e la quantità di produzione di latte. Negli anni 60' l’azienda aveva raggiunto l'apice della propria attività con circa 80 dipendenti fissi e oltre 800 dipendenti stagionali. Proprio negli anni ‘60 si procedeva ad un’ampia trasformazione lavorativa attraverso la meccanizzazione di tutte le fasi lavorative del terreno, l'impianto di mungitura, passando dalla stabulazione fissa del bestiame alla stabulazione libera con un aumento di mille capi di bestiame. L'azienda, essendo cresciuta nella sua popolazione, realizzò al proprio interno la scuola elementare, (una classe con un'unica insegnante per tutte le classi elementari) e la chiesa. A tutti i dipendenti era distribuito giornalmente e gratuitamente un litro di latte. In seguito l’azienda fu acquistata dalla SME, azienda a partecipazione statale, che faceva parte del gruppo IRI. Con la privatizzazione della SME, l'azienda fu venduta a privati, liberando la struttura di tutti gli animali esistenti; ancora successivamente venduta alla IPAM dei fratelli Passarelli, prestanomi della famiglia Schiavone.” L’obiettivo del Comune di Santa Maria La Fossa, è quello di valorizzare l’intera struttura per finalità agroalimentare con il recupero di tutte le infrastrutture e i terreni agricoli.
Nel 2008 in località Ferrandelle è stata realizzata dal Commissariato di Governo, non senza l'opposizione della popolazione e dell'amministrazione, la discarica omonima, un sito provvisorio da 500 000 tonnellate di rifiuti attrezzato per consentire la rimozione dei rifiuti giacenti nelle strade della Campania a seguito dell'ennesima emergenza.
L'area, estesa circa 60 ettari, era stata in gran parte confiscata qualche anno prima al boss della camorra Francesco Schiavone ed era destinata ad ospitare una fattoria della legalità. Non lontano dal sito dovrebbe sorgere un altro inceneritore della Campania dopo quello di Acerra, la cui realizzazione è al momento bloccata in seguito ad un'indagine della magistratura su una presunta ingerenza della camorra. Sull'area confiscata alla camorra è Stato realizzato il più grande impianto di smaltimento di reflui zootecnici, un centro di documentazione ambientale ed un'isola ecologica dopo aver totalmente bonificato dai rifiuti il sito. Questo complesso intitolato a Pio La Torre, politico e sindacalista ucciso dalla mafia il 30 aprile del 1982, è stato inaugurato dal sindaco pro-tempore Antonio Papa alla presenza del figlio di Pio La Torre, Franco. L'edificio sorge in località Ferrandelle, nel comune di  Santa Maria la Fossa, su un'area agricola di circa 13 ettari, confiscata a Francesco Schiavone, "Sandokan". "Nel 1982, l'anno dell'assassinio di mio padre — ha detto Franco La Torre — in Sicilia si parlava di mafia come di una devianza culturale e antropologica, quasi giovanilistica. Pochi mesi dopo l'omicidio fu approvata la legge Rognoni-La Torre che introdusse nel Codice penale la previsione del reato di "associazione di tipo mafioso". È possibile, dunque, cambiare. È possibile — ha concluso La Torre — lasciarsi alle spalle l'incubo della Terra dei Fuochi e questo centro ne è la prova". La mattinata si è aperta con i saluti dell’ex sindaco Antonio Papa, di Giovanni Allucci, amministratore delegato di Agrorinasce, di Alessandro Stefanello, amministratore delegato di Power Rinasce, del gruppo Intercantieri Vittadello, che nel progetto ha investito 9 milioni, mentre 1,5 milioni sono stati investiti dal consorzio Agrorinasce, con fondi del Ministero dell'Interno. Tra le testimonianze, anche quelle della senatrice Rosaria Capacchione e del senatore Ciro Falanga, componenti della Commissione parlamentare antimafia, di Gianna Fracassi, vicesegretaria nazionale Cgil, di Maria Antonietta Troncone, Procuratore Capo Tribunale di Santa Maria Capua Vetere, del viceprefetto Imma Fedele, presidente di Agrorinasce.

### Simboli

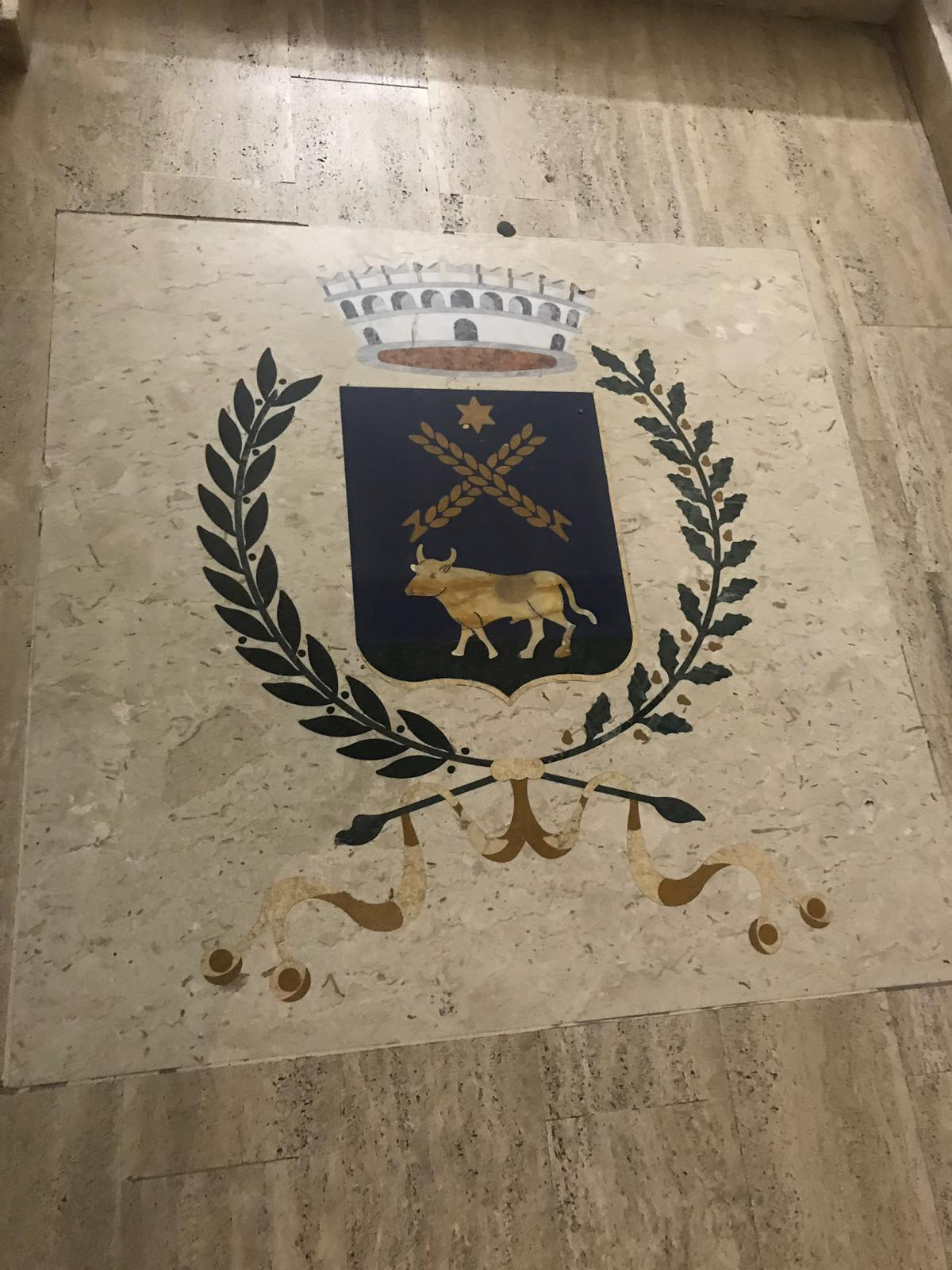
Stemma comunale

Lo stemma e il gonfalone sono stati concessi con DPR del 10 gennaio 1951.
Sullo sfondo azzurro dello stemma comunale è raffigurato un bue passante sulla campagna di verde, accompagnato in capo da due spighe di grano d'oro passate in decusse e sormontate da una stella di sei raggi, anch'essa d'oro.
Il gonfalone è un drappo di azzurro.

## Monumenti e luoghi d'interesse

### Architetture religiose

#### Basilica Maria SS. Assunta in Cielo

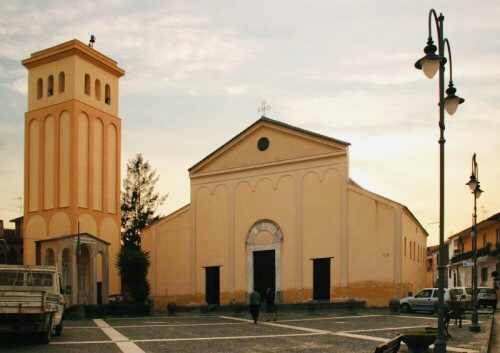
Basilica e piazza Europa

La basilica intitolata all'Assunta fu edificata nell'anno 1084 da alcuni nobili capuani, sui resti di una chiesa longobarda. Essa rappresenta nel meridione uno dei monumenti più importanti del Medioevo.
La basilica presenta alcuni lineamenti longobardi, ma in verità è più benedettina che longobarda.
Infatti si dice che sia sorella alla chiesa di Sant'Angelo in Formis, anch'essa benedettina.
Detta basilica, non compare nell'elenco delle chiese che il papa Alessandro 3°(1159-1181) riconobbe sotto la giurisdizione dell'Arcivescovo di Capua Alfano (1163-1183) riportata nella bolla pontificia Cum ex iniuncto del 1º marzo 1173.
Invece nell'inventario delle chiese dell'arcidiocesi di Capua tassate dalla Santa Sede fatto redigere dall'arcivescovo Stefano (1363-1380) il 17 dicembre 1375, la chiesa di Santa Maria la Fossa compare insieme a quella di S. Erasmo e di S. Nicola; e di essa dice che è tenuta a versare alla reverenda Camera Apostolica l'importo di otto tarì RECTORIA ECCLESIAE SANCTAE MARIAE DE FOSSAE IN TERENIS OCTO.
La facciata romanica della chiesa, prima degli eventi bellici del 1943, era preceduta da un nartece con archi a tutto sesto retti da mezze colonne di spolio, con annesso campanile lato sinistro. In quel tempo chiunque fosse ricercato dalla legge e trovasse rifugio dentro il perimetro delle colonne, godeva del diritto di asilo e pertanto non poteva essere arrestato.
La basilica di Santa Maria la Fossa con tre navate terminanti in tre absidi, dopo anni restauri, è ritornata a vivere mostrando immagini architettoniche e pittoriche ricche di storia e di fede: colonne, capitelli, affreschi che risalgono tra l'XI e il XVI secolo di ottima fattura e un antichissimo fonte battesimale risalente all'XI secolo. Negli affreschi più antichi nella navata centrale sono raffigurati Santo Stefano del XII secolo, le Opere della misericordia del XIII secolo, la Madonna del cardellino, l'Annunciazione, la Madonna del Coniglio su un pilastro di destra, sullo stesso pilastro anteriore una Madonna dello stesso periodo, mancante della parte inferiore (spicconta per l'inserimento di un pulpito).

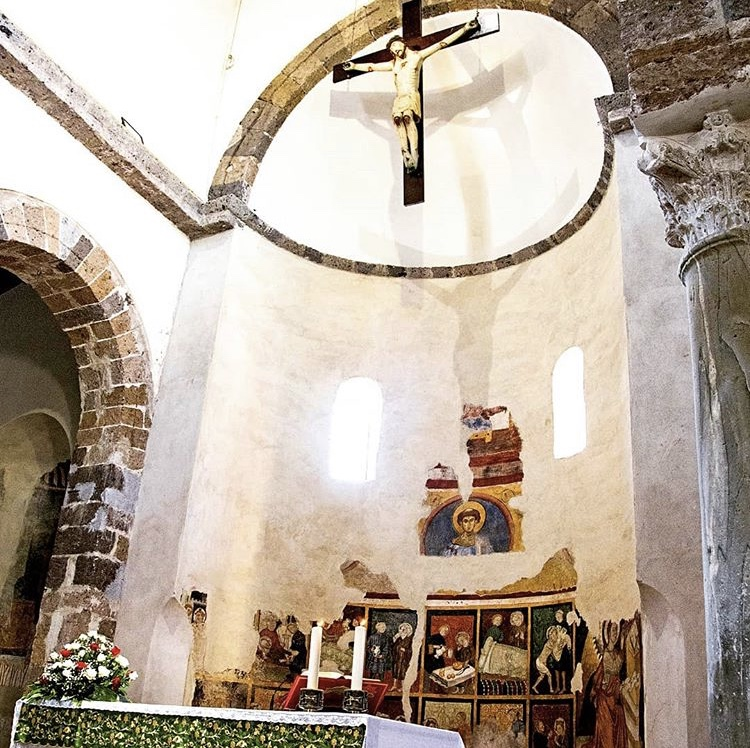
Abside ed altare centrale

Interessante un dipinto su tavola raffigurante l'Assunzione della Vergine Maria, commissionato dal sacerdote Vincenzo Maffia. Di straordinario valore artistico sono le statue del Crocifisso, della Madonna Assunta, di San Michele del 1755 e il busto di San Restituto opera dello scultore napoletano Giacomo Colombo tra il XVII e XVIII secolo. Vanno ricordati anche gli studi su più antichi documenti pergamenacei di Santa Maria la Fossa risalenti al XII secolo conservati nell'Archivio diocesano di Capua.
Fino a prima dell’anno 1797 la chiesa arrivò a possedere ben 144 moggi di terreno.
Nel passato la chiesa godette di fama per la colonna del suo cereo pasquale, un vero e proprio capolavoro d’arte. Il cereo poi, riferiscono gli storici, pesava ben 133 libbre, e pare che fosse più grande e più bello di quello della basilica di Santa Maria Maggiore in Roma, che ne pesava 80.
Per l'uso e la manutenzione del cereo di Santa Maria la Fossa si spendevano le rendite di quattro moggi di terreno.

#### Cappella Madonna delle Grazie

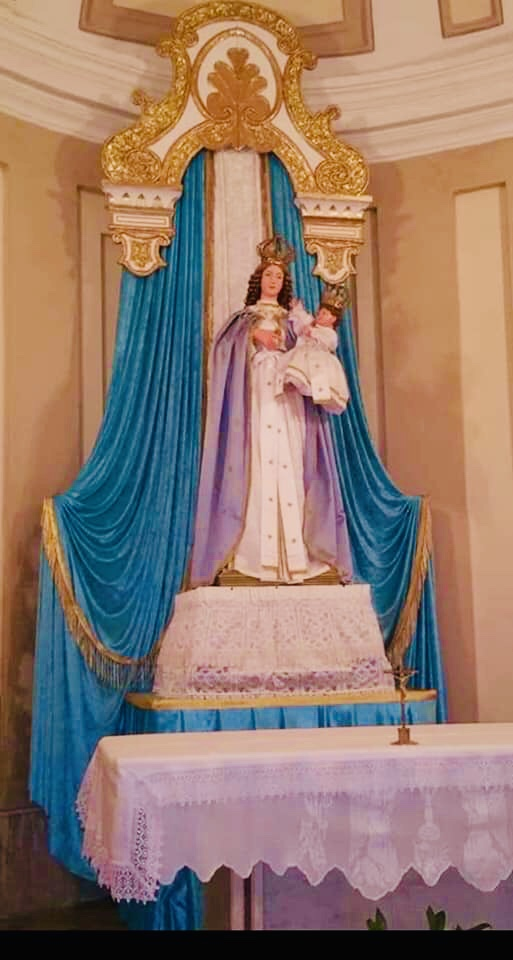
Statua della Madonna delle Grazie

Essa era in origine una cappella privata di proprietà della famiglia Giusti; infatti fu fatta edificare nel 1940 da don Francesco Giusti. In seguito è stata donata dalla stessa famiglia alla parrocchia. L’edificio sacro presenta la classica facciata a capanna: la struttura liscia e compatta è rinserrata da lesene che sostengono un frontone triangolare in aggetto al cui centro si inserisce un rosone entro una cornice modanata. Al centro della facciata si apre un unico portale rettangolare sovrastato dall’immagine della Madonna delle Grazie in marmo scolpito. Al colmo si erge un pilastrino con campana in evidenza.

#### Cappella Madonna dell’albero

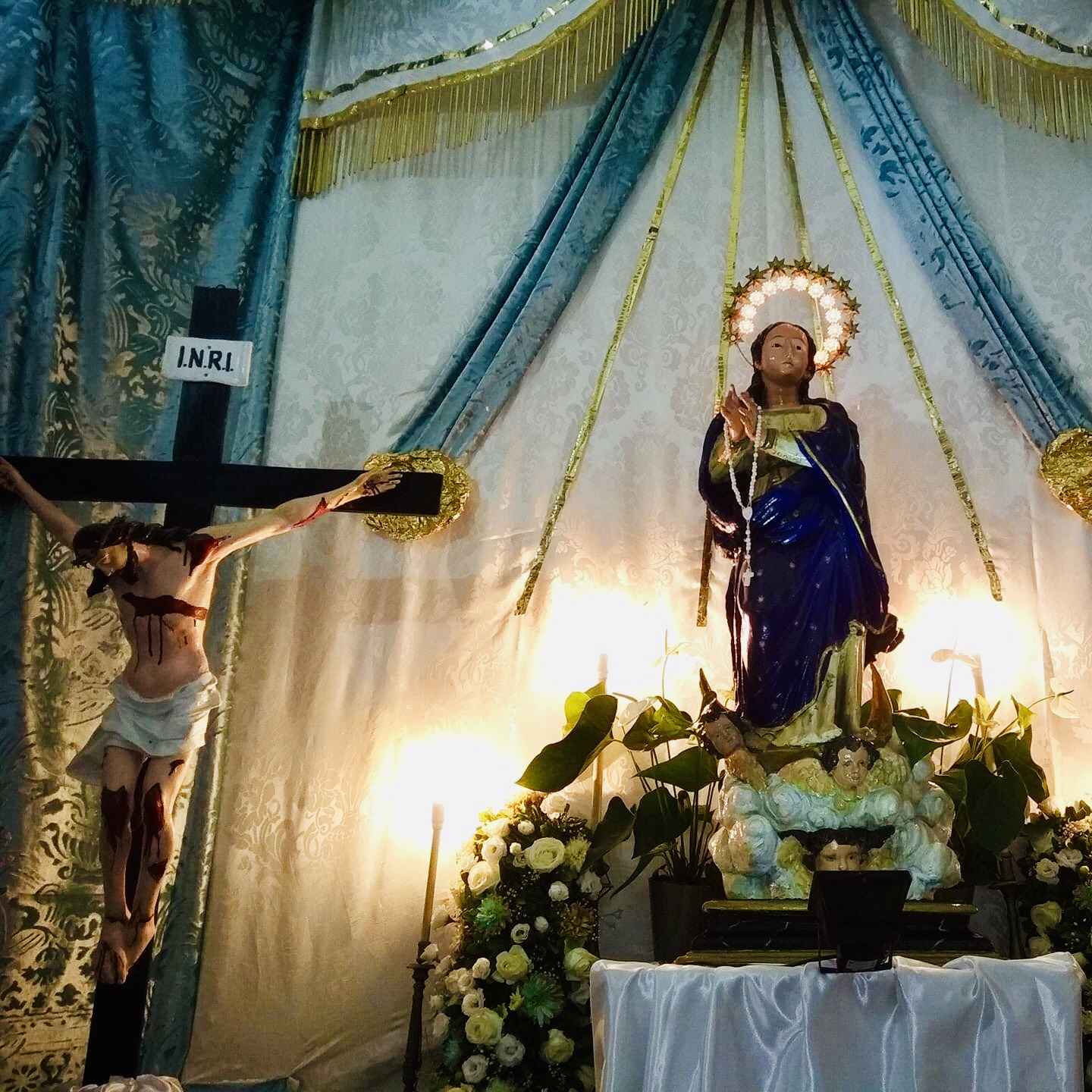
Statua Madonna dell’albero smlf

Situata nella frazione, La torre, la cappella della madonna dell’albero è stata solo negli ultimi anni riscoperta e ristrutturata, grazie anche all’intervento di un comitato popolare che provvede ai bisogni della struttura e che ogni anno organizza degli eventi e celebrazioni , che attirano sempre più fedeli e curiosi.
Cappella di Sant’Antonio Abate (Sant’Antuono)
Questa cappella si trova in una proprietà privata, in via Vignale, al di là della sponda del fiume Volturno. 
La sua posizione è causa principale delle non ottime condizioni in cui si trova; infatti, per alcuni mesi dell’anno, questo piccolo edificio risulta invaso dalle acque del Volturno e sommerso per oltre 1 metro dal piano di calpestio. 
Tutto ciò avviene nonostante gli sforzi dei proprietari di arginare le acque costruendo una sorta di “diga” attorno all'ingresso. A pianta quadrata, presenta un altare marmoreo dietro il quale è visibile, fino ad un'altezza di circa 1,50 m, un affresco parzialmente eroso dall'acqua, del quale resta ignoto l’autore.
Del suddetto affresco restano ancora visibili alcuni santi tra i quali, San Giovanni Battista, l’Assunzione di Maria al centro, seguono poi Sant’Antonio abate e San Michele Arcangelo in arme.
A custodia della cappella vi è la statua del santo titolare, con i segni distintivi del monaco: Il libro, il bastone, la campana il fuoco ed il maialino.
Il bastone ed il maialino sono di epoca recente, visto il furto di quelli originali.
Anche la campanella che è legata al bastone è di recente apposizione, in seguito al furto di quella originale, che possa tornare a risuonare.
Attualmente non vengono celebrate messe e ospita una tomba della famiglia Mirra, proprietaria. Da un'incisione marmorea sulla parete destra, si può dedurre l'epoca di costruzione cioè il 1864 e la famiglia che ne commissionò la realizzazione, cioè i Mirra.
Cappella di Sant’Antonio di Padova
Lungo corso Umberto I, al civico 107, al piano terra di un edificio di proprietà della famiglia Palazzo, è situata la cappella di Sant'Antonio di Padova. Secondo le informazioni fornite dalla stessa famiglia Palazzo, originariamente, dal 1911 al 1925 circa, la cappella era situata al primo piano dell'edificio, in attesa del completamento dei lavori per la realizzazione di quella al piano terra. Planimetricamente a pianta quadrata essa presenta un soffitto caratterizzato da una volta a botte. Dietro l'altare è alloggiata una statua lignea raffigurante il santo, realizzata nel 1911 (come si evidenzia da una iscrizione presente su di essa) e commissionata dai coniugi Palazzo. Sotto l'altare è presente anche una statua del Cristo morto, posta in una teca e protetta da un vetro che viene utilizzata per le rappresentazioni del Venerdì Santo. Vi è, infine, la presenza di un quadro su tela, raffigurante la Crocifissione di Gesù, datato 1851. In generale la cappella si presenta in buono stato di conservazione ed è da segnalare la celebrazione, ogni anno in occasione della festività del santo il 13 giugno, di una messa in tale cappella seguita dalla distribuzione del pane benedetto.

### Architetture civili

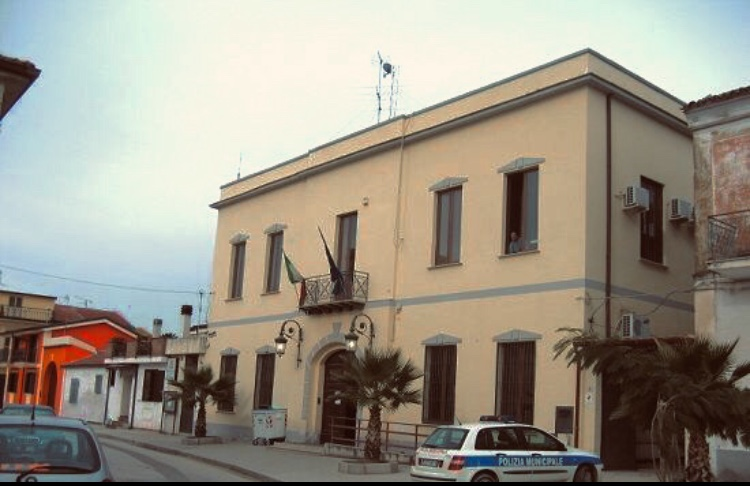
Comune Santa Maria la fossa

Situato al centro di piazza Europa, è il palazzo dove hanno sede gli uffici comunali e dove nella sala consiliare si riunisce il consiglio comunale.
Il palazzo ospita temporaneamente, in attesa di migliore collocazione, la collezione di opere artistiche (pitture, dipinti e bassorilievi in bronzo) donate al comune dal professore Angelo Mirra al Sindaco pro-tempore dell'epoca dottor Antonio Papa. È inoltre sede della polizia municipale.

#### Piazza Dante
Situata lungo il corso principale del paese, è la piazza nella quale è presente una stele marmorea che ricorda i 100 anni di indipendenza del comune di Santa Maria la fossa dal comune di Grazzanise.

#### Piazza eroi di Nassirya

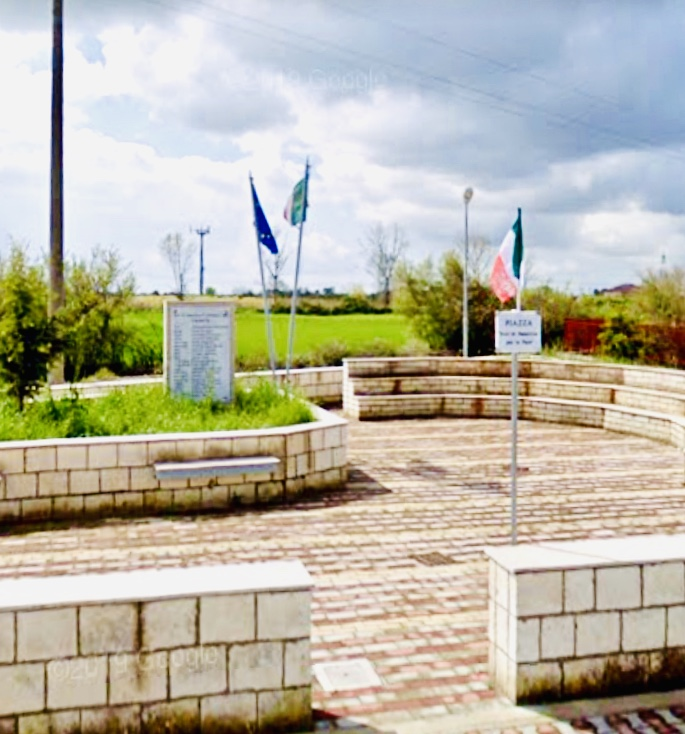
Piazza Nassirya

#### Parco della vittoria

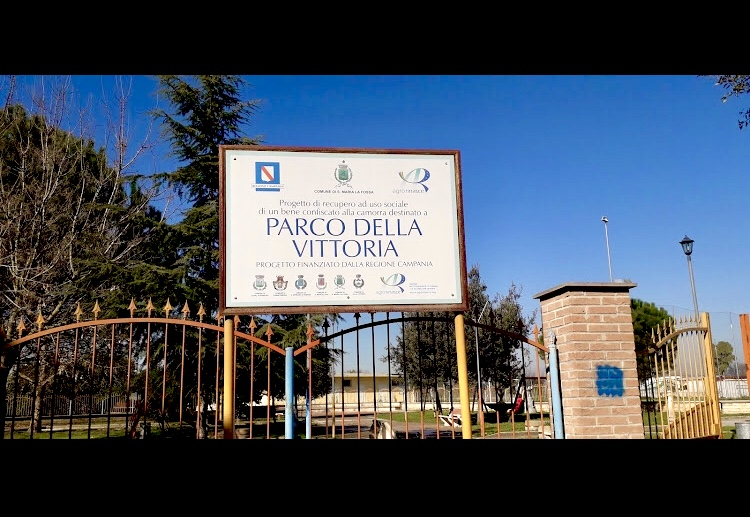
Parco della vittoria Santa Maria la fossa

Edificato su un bene confiscato alla camorra, il parco della vittoria è uno dei luoghi di ritrovo dei giovani e delle famiglie della comunità locale.

## Società

### Evoluzione demografica
Abitanti censiti

### Tradizioni e folclore

#### Il fuoco di Sant’Antonio
È proprio il fuoco l’elemento che più di tutti, oggi, viene utilizzato per ricordare Sant'Antonio. In molte zone d’Italia si accendono falò che simboleggiano la volontà di abbandonare tutto ciò che appartiene ai mesi passati e di rinnovarsi a partire dal primo mese del nuovo anno.
Lo stesso giorno vengono benedetti gli animali dal sagrato della chiesa.

#### Arriffa della Madonna Assunta
Ogni anno prima della solenne processione della Madonna Maria Santissima Assunta in Cielo, la prima domenica di agosto, un carro addobbato percorre le strade del paese per raccogliere prodotti offerti dagli abitanti che vengono poi venduti all'asta la sera.

#### Furto della statua della Madonna
Una leggenda molto antica è legata alla statua della madonna Assunta alla quale è intitolato il paese.
Leggenda vuole che una notte dei ladri del paese vicino, Grazzanise, si introdussero nella chiesa e rubarono la statua della madonna con tutti i suoi ori ed argenti (voti di tutti i fedeli). Una volta caricata sulle spalle si incamminarono verso il cimitero dove Santa Maria la Fossa è collegata a Grazzanise tramite un piccolo ponticello, arrivata in quel punto si dice che la statua diventò talmente pesante che i ladri furono costretti a lasciarla lì.
Pensarono di rubare i voti dei fedeli ma appena fecero per prenderli si fecero incandescenti, le loro mani si ustionarono e cominciarono a sanguinare.
Scapparono e mai più tentarono l’impresa.

## Istruzione

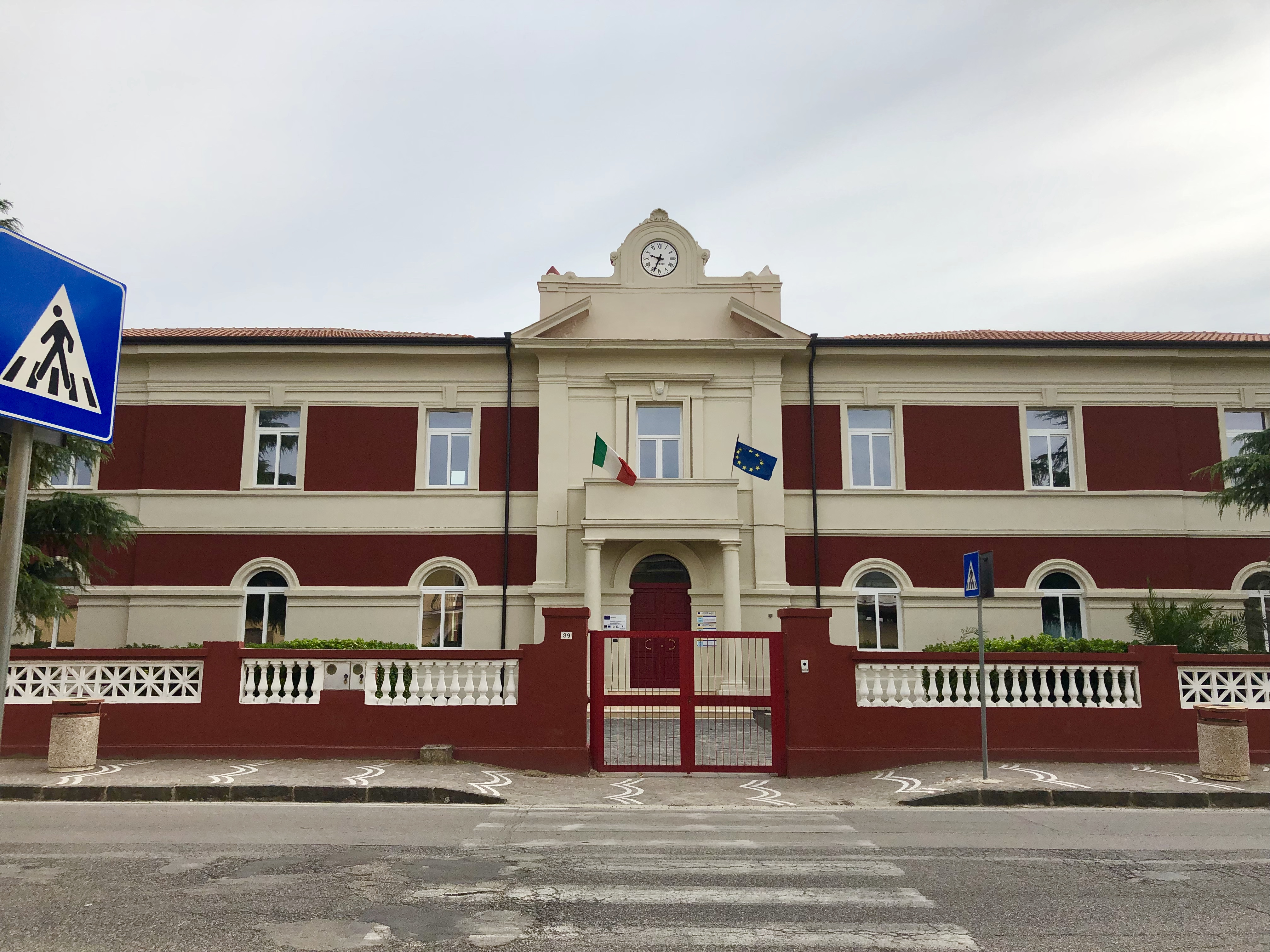
Scuola elementare G.Falcone

### Scuole
Scuola elementare intitolata a Giovanni Falcone, in stile Liberty. Il plesso è stato riportato al suo splendore iniziale, inaugurata nel 2019, è stata edificata una palestra in progetto da molto tempo, ed è una scuola "green" che si autoalimenta energeticamente grazie alla volontà dell'Amministrazione Comunale guidata dalnSindaco Antonio Papa. L'inaugurazione della nuova struttura fu fatta nel 2019.
- Scuola media statale "Mons. E. Mirra"
- Scuola materna "M. Montessori"
- Scuola materna "la Gioconda"

## Economia

### Mozzarella di bufala Campana DOP
Santa Maria La Fossa è uno dei luoghi d'origine della mozzarella di bufala campana DOP considerato l'oro bianco della Campania, infatti è possibile trovare molte aziende bufaline che producono latte di bufala.

## Amministrazione
| Periodo          | Periodo          | Primo cittadino   | Partito                       | Carica  | Note |
| ---------------- | ---------------- | ----------------- | ----------------------------- | ------- | ---- |
| 20 novembre 1994 | 29 novembre 1998 | Alfonso Perillo   | Lista Area Gov.               | Sindaco |      |
| 29 novembre 1998 | 13 giugno 1999   | Fulvio Papa       | Centro-sinistra Liste civiche | Sindaco |      |
| 13 giugno 1999   | 12 giugno 2004   | Bartolomeo Abbate | Destra                        | Sindaco |      |
| 12 giugno 2004   | 8 giugno 2009    | Bartolomeo Abbate | Lista civica                  | Sindaco |      |
| 8 giugno 2009    | 26 maggio 2014   | Antonio Papa      | Lista civica Le Rose          | Sindaco |      |
| 26 maggio 2014   | 27 maggio 2019   | Antonio Papa      | Lista civica Le Rose          | Sindaco |      |
| 27 maggio 2019   | 10 giugno 2024   | Nicolino Federico | Lista civica Insieme          | Sindaco |      |
| 10 giugno 2024   | in carica        | Nicolino Federico | Lista civica Insieme          | Sindaco |      |

## Sport
A Santa Maria la Fossa ha sede nel comune la società di calcio ASD Santa Maria La Fossa, che ha disputato campionati dilettantistici regionali. https://www.sportcasertano.it/2017/06/07/santa-maria-la-fossa-finisce-lera-martino-stata-bella-avventura-pronti-regalare-titolo-vorra-calcio/